# Moussa Faki
Moussa Faki Mahamat (ur. 21 czerwca 1960 w Biltine) – czadyjski polityk, premier Czadu w latach 2003–2005, minister spraw zagranicznych od 2008 do 2017. 30 stycznia 2017 wybrany na stanowisko przewodniczącego Komisji Unii Afrykańskiej, urząd objął 14 marca 2017. 

## Życiorys
W 1986 ukończył studia licencjackie, a w 1992 studia magisterskie z zakresu prawa publicznego na Université Marien Ngouabi w Brazzaville. Był wykładowcą prawa na Université de N'Djamena w Ndżamenie oraz macierzystym Université Marien Ngouabi. 
W latach 1992–1997 pełnił szereg funkcji publicznych. Był sprawozdawcą państwowej komisji wyborczej, dyrektorem państwowej spółki cukrowniczej Société Sucrière du Tchad, dyrektorem generalnym w Ministerstwie Planowania i Współpracy oraz w Ministerstwie Poczty i Telekomunikacji oraz sprawozdawcą jednej z komisji ds. projektu konstytucji, prawa wyborczego i partii politycznych. W latach 1999–2002 zajmował stanowisko dyrektora gabinetu prezydenta Idrissa Déby'ego. 
W latach 2002 pełnił funkcję ministra robót publicznych i transportu w gabinecie premiera Harouna Kabadiego. Od 24 czerwca 2003 do 4 lutego 2005 zajmował stanowisko premiera Czadu. Od lutego 2007 do kwietnia 2008 był przewodniczącym Rady Ekonomicznej, Społecznej i Kulturalnej. 23 kwietnia 2008 objął stanowisko ministra spraw zagranicznych w rządzie premiera Youssoufa Saleha Abbasa, zajmując je również w kolejnych gabinetach, aż do 5 lutego 2017.
30 stycznia 2017 został wybrany na stanowisko przewodniczącego Komisji Unii Afrykańskiej. Urząd objął 14 marca 2017. 